# Sparks of Seven
Sparks of Seven var ett svenskt band från Göteborg. Genremässigt rörde sig gruppen över krautrock, electro och britpop.
Gruppen släppte sitt första och enda studioalbum Album No. 1 på Burning Heart Records 2003. Skivan föregicks av singeln Move Me On, vilken innehöll två tidigare outgivna spår.

På sin MySpace-sida beskriver bandet ett missnöje med skivbolaget Burning Heart Records och det faktum att det endast släppte debutalbumet i Sverige och inte i övriga världen: 
| ”                               | Burning Heart Records didn't release the record in Europe or elsewhere outside Scandinavia, so we kinda told them to fuck-off and still think they are a shitty label that does not have any clue of how good music sounds. FUCK OFF!! | „ |
| – Sparks of Sevens Myspace-sida | |   |

## Medlemmar
- Don Alstherberg – gitarr
- Anders Danielsson – sång
- Oskar Johansson – slagverk
- Markku Mulari – trummor
- Tuomas Siirilä – gitarr
- Andreas Strid – basgitarr
- Daniel Åberg – orgel

## Diskografi
Album
- 2003 - Album No. 1 (8 oktober 2003, Burning Heart Records)

Singlar
- 2003 - Move Me On (b/w "Is This Your Dream?" och "Hope (Instrumental)", 12 maj 2003, Burning Heart Records)